# Eurois extricata
Eurois extricata là một loài bướm đêm trong họ Noctuidae.